# Крамбамбуля (напій)

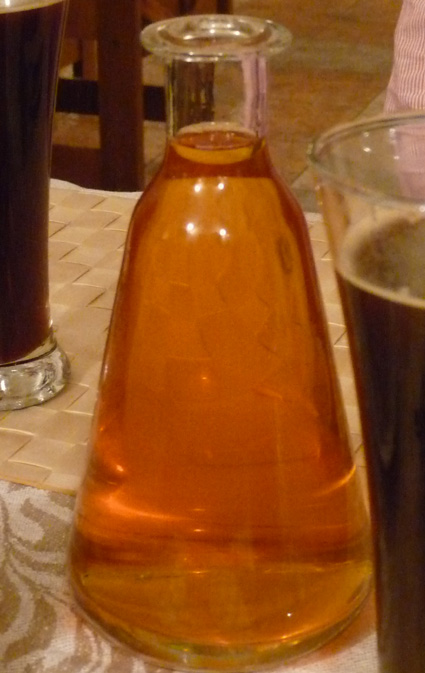
Крамбамбуля в московському ресторані

Крамбамбу́ля — білоруський алкогольний напій — настоянка на меду та прянощах.
Свою назву напій отримав від німецького лікеру «Крамбамбулі», який вироблявся декількома фабриками у Данцігу із ялівцю і бренді. Назва німецького лікеру стала загальною: у жаргоні європейських студентів словом «Krambambuli» позначалися різні міцні спиртні напої.
Відомо, що білоруський рецепт напою (з горілки, меду і прянощів) існував у дореволюційні часи, проте, мабуть, великого розповсюдження не мав. Сплеск популярності крамбамбулі належить до 2000-х років. Компанією «БЕЛПІ — Білоруське питво» розпочато промислове виготовлення і популяризація крамбамбулі як білоруського національного напою, відродженого за рецептами часів Великого князівства Литовського.
На честь саме цього напою названий популярний білоруський музичний проєкт «Крамбамбуля».